# La Voz Montañesa (Santander)

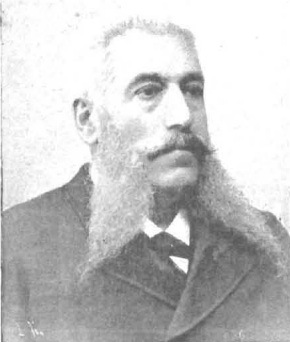
Antonio Coll y Puig, fotografía publicada en Nuevo Mundo en 1896

La Voz Montañesa fue una publicación española de tendencia republicana federal editada entre los años 1872 y 1897.
Fue fundada en Santander por Ernesto Fernández, Antonio María Coll y Puig y Abelardo Unzueta en 1872. 
A partir de entonces, participaron en su dirección y redacción personalidades como Evaristo López Herrero o José Estrañi; este último redactor jefe entre 1877 y 1895 y quien implantó la costumbre de realizar el periódico durante la noche para que los lectores lo tuvieran por la mañana en sus manos. 
En 1881 el obispo de Santander excomulgó al director, redactores, corresponsales, impresores, empresarios, suscriptores, repartidores y lectores del periódico, junto a los de El Diario de Santander y La Montaña.
Al desaparecer La Voz Montañesa, nació La Voz Cántabra el 1 de abril de 1897, considerándose sucesora de la primera, aunque no llegaría al año de duración.

## Versiones
En 1910 nació su versión cubana dedicada a la colonia cántabra de Cuba.